# Украшенная синицевая овсянка
Украшенная синицевая овсянка (лат. Poospiza ornata) — вид птиц из семейства танагровых. Эндемик Аргентины.

## Таксономия и этимология
Вид P. ornata был впервые описан немецким орнитологом Христианом Людвигом Ландбеком в 1865 году под научным названием Phrygilus ornatus; место обитания типового экземпляра было описано так: «дорога между Пасо-Портильо и Мелокотоном, Мендоса, Аргентина». В качестве автора часто называется Фридрих Ляйбольд, который, однако опубликовал статью в 1866 году в Journal für Ornithologie, а ранее, в 1865 году, она была опубликована в Anales de la Universidad de Chile Ландбеком.
Видовое название происходит от лат. ornatus — «украшенный».
Данные, представленные недавними обширными филогенетическими исследованиями, подтверждают, что настоящий вид является родственным с Poospiza boliviana.

## Распространение и среда обитания
Гнездится в провинциях Сан-Хуан, Ла-Риоха, Неукен и Рио-Негро, а также к югу от Буэнос-Айреса. В южные зимы мигрирует на северо-запад (до Сальты) и восток (до Энтре-Риос).
Обитает в сухих кустарниковых зарослях и тропических лесах, на полях и пастбищах. Встречается на высоте до 1000 м н.у.м..